# (35171) 1993 TF1
(35171) 1993 TF1 est un astéroïde de la ceinture principale découvert en 1993.

## Description
(35171) 1993 TF1 a été découvert le 15 octobre 1993 à l'observatoire de Kitami, situé à l'est d'Hokkaidō (Japon), par Kin Endate et Kazuro Watanabe.

### Caractéristiques orbitales
L'orbite de cet astéroïde est caractérisée par un demi-grand axe de 2,34 ua, un périhélie de 2,01 ua, une excentricité de 0,14 et une inclinaison de 5,49° par rapport à l'écliptique. Du fait de ces caractéristiques, à savoir un demi-grand axe compris entre 2 et 3,2 ua et un périhélie supérieur à 1,666 ua, il est classé, selon la JPL Small-Body Database, comme objet de la ceinture principale.

### Caractéristiques physiques
(35171) 1993 TF1 a une magnitude absolue (H) de 14,4 et un albédo estimé à 0,318.